# Остриопсис Давида
Остриопсис Давида (лат. Ostryopsis davidiana) — вид цветковых растений семейства Берёзовые (Betulaceae).
Родиной вида является западная часть Китая.
В Европе введен в 1883 году. В России в культуре не встречается.

## Ботаническое описание
Листопадный кустарник высотой до 3 м. Молодые побеги опушённые, серые.
Почки острые, с многочисленными, черепичато налегающими чешуями. Листорасположение очерёдное. Листья широкояйцевидные, длиной 3—7 см, шириной 2—5 см, по краю двоякопильчатые, кверху заострённые, с сердцевидным основанием, сверху тускло-зелёные и рассеянно-волосистые, снизу более опушённые, с красноватыми железками.
Однодомное растение. Тычиночные цветки в висячих цилиндрических серёжках длиной 1—2 см, находящихся у основания боковых побегов текущего года; каждая прицветная чешуя с 4—6 тычинками; нити двураздельные, несущие по одногнездному пыльнику. Пестичные цветки в коротких колосках, находящиеся на конце побегов текущего года; каждый прицветник с двумя цветками, окружёнными трёхраздельной обёрткой; завязь двугнездная с одной семяпочкой и двураздельным столбиком.
Орешек яйцевидный, длиной 8 мм, заключенный в трубчатую, опушенную, трёхраздельную на вершине обёртку длиной 1—2 см.
Цветёт одновременно с распусканием листьев.

## Таксономия
Вид Остриопсис Давида входит в род Остриопсис (Ostryopsis) подсемейства Лещиновые (Coryloideae) семейства Берёзовые (Betulaceae) порядка Букоцветные (Fagales).
|  |                                      |  |                                                             |                                                             |                     |  | ещё 7 семейств (согласно Системе APG II) | ещё 7 семейств (согласно Системе APG II)                   |                                                            |  |  |  | ещё 3 рода                           | ещё 3 рода            |  |  |
|  |                                      |  |                                                             |                                                             |                     |  | ещё 7 семейств (согласно Системе APG II) | ещё 7 семейств (согласно Системе APG II)                   |                                                            |  |  |  | ещё 3 рода                           | ещё 3 рода            |  |  |
|  |                                      |  |                                                             | порядок Букоцветные                                         |                     |  |                                          |                                                            | подсемейство Лещиновые                                     |  |  |  |                                      | вид Остриопсис Давида |  |  |
|  |                                      |  |                                                             | порядок Букоцветные                                         |                     |  |                                          |                                                            | подсемейство Лещиновые                                     |  |  |  |                                      | вид Остриопсис Давида |  |  |
|  | отдел Цветковые, или Покрытосеменные |  |                                                             |                                                             | семейство Берёзовые |  |                                          |                                                            | род Остриопсис                                             |  |  |  |                                      |                       |  |  |
|  | отдел Цветковые, или Покрытосеменные |  |                                                             |                                                             |                     |  |                                          |                                                            |                                                            |  |  |  |                                      |                       |  |  |
|  |                                      |  | ещё 44 порядка цветковых растений (согласно Системе APG II) | ещё 44 порядка цветковых растений (согласно Системе APG II) |                     |  |                                          | ещё одно подсемейство, Берёзовые (согласно Системе APG II) | ещё одно подсемейство, Берёзовые (согласно Системе APG II) |  |  |  | ещё один вид, Остриопсис благородный |                       |  |  |
|  |                                      |  |                                                             | ещё 44 порядка цветковых растений (согласно Системе APG II) |                     |  |                                          |                                                            | ещё одно подсемейство, Берёзовые (согласно Системе APG II) |  |  |  |                                      |                       |  |  |